# Islam au Laos

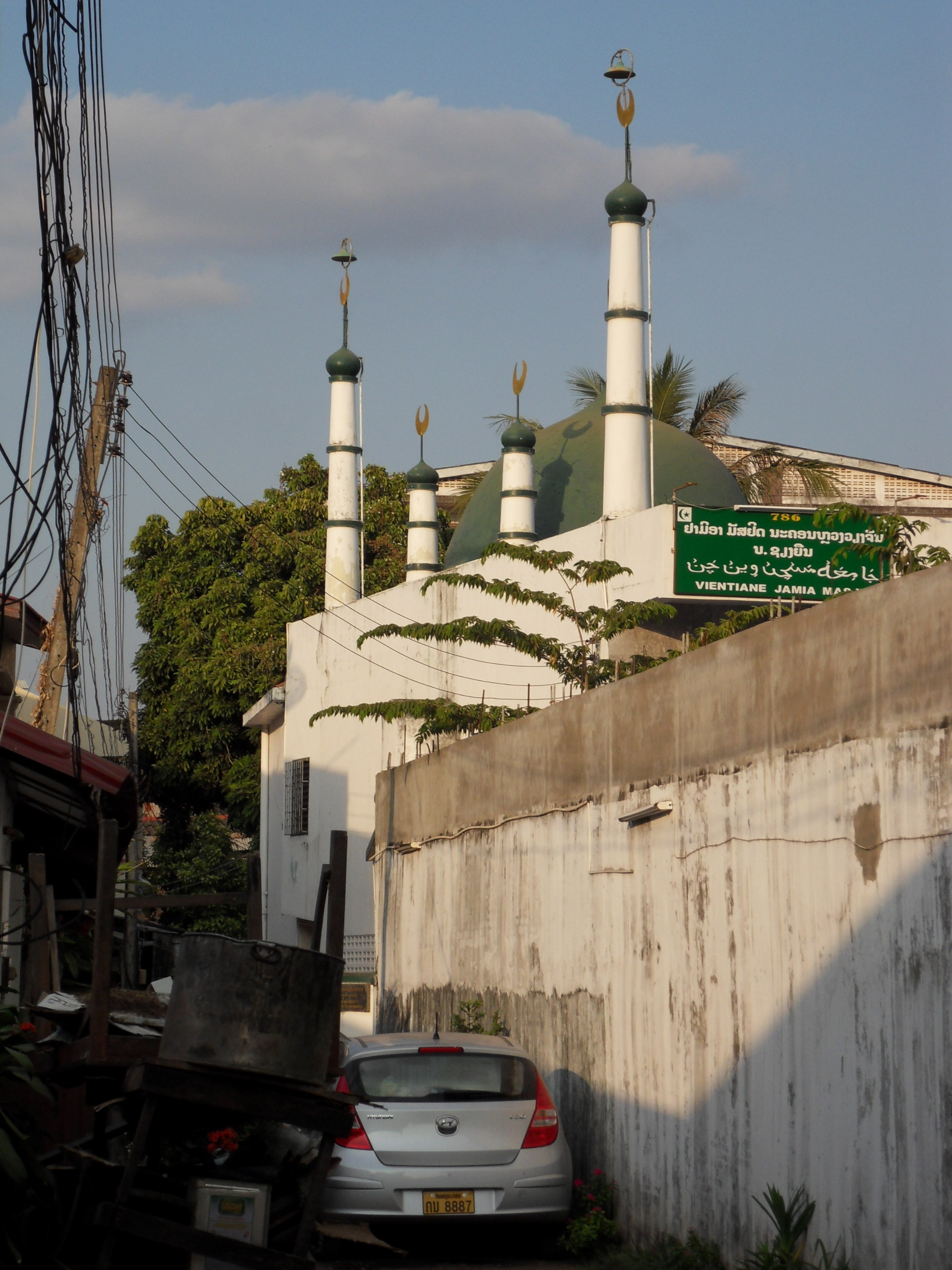
La mosquée de Vientiane

Les musulmans sont une infime minorité dans la République démocratique populaire du Laos, très majoritairement bouddhiste. Ils sont estimés à 400 personnes, soit environ 0,015 % de la population. Ils vivent surtout dans les villes. L'islam est visible dans la capitale, Vientiane, qui compte une mosquée.
La plupart des musulmans font du commerce ou tiennent des boutiques alimentaires. Il existe aussi une petite communauté de musulmans Chams du Cambodge, qui a fui les Khmers rouges.